# Едвард Колин
Едвард Колин (дан. Edvard Collin; Копенхаген, 28. април 1808 — Копенхаген, 10. октобар 1886) био је дански правник, високи државни службеник и писац мемоара. Данас је најпознатији по свом блиском, доживотном, али веома сложеном пријатељству са славним писцем Хансом Кристијаном Андерсеном. Био је син утицајног данског званичника Јонаса Колина, који је био Андерсенов главни покровитељ и ментор. Едвард Колин је аутор значајних мемоара Х. К. Андерсен и Колинов дом (H.C. Andersen og det Collinske Huus, 1882), који пружају важан увид у Андерсенов живот из перспективе породице Колин.

## Биографија

### Породица и образовање
Едвард Колин је рођен у Копенхагену 1808. године у веома утицајној породици. Његов отац, Јонас Колин (1776–1861), био је један од најмоћнијих државних службеника у Данској свог времена, директор Краљевског позоришта и кључна фигура у данском културном и политичком животу. Управо је Јонас Колин препознао таленат младог Ханса Кристијана Андерсена и обезбедио му краљевску стипендију за школовање, постајући му практично други отац.
Едвард је одрастао у дому који је био центар окупљања данске интелектуалне и уметничке елите. Стекао је правно образовање на Универзитету у Копенхагену и започео каријеру у државној администрацији.

### Однос са Хансом Кристијаном Андерсеном
Познанство и пријатељство између Едварда Колина и Ханса Кристијана Андерсена започело је у раној младости, када је Андерсен уз подршку Јонаса Колина постао штићеник породице. Андерсен је развио веома дубока, страствена и готово опсесивна осећања према Едварду, која многи биографи тумаче као хомосексуалну или хоморомантичну љубав, иако неузвраћену у том облику. Андерсенова бројна писма Едварду сведоче о интензитету ових осећања.
Едвард Колин, иако хетеросексуалац (оженио се Хенријетом Тиберг 1836. године и имао децу), остао је Андерсену веран и лојалан пријатељ током целог живота. Међутим, његов однос према Андерсену био је знатно резервисанији, формалнији и често обележен неразумевањем или чак критиком Андерсенове преосетљивости и емоционалне експанзивности. Едвард је често пружао Андерсену практичну помоћ, савете и подршку у каријери, али никада није могао да узврати или у потпуности прихвати дубину Андерсенових осећања. Овај сложен однос, пун емоционалне напетости, оставио је дубок траг у Андерсеновом животу и стваралаштву и предмет је детаљних анализа у његовим биографијама.

### Каријера и каснији живот
Едвард Колин је направио успешну каријеру као државни службеник. Радио је дуги низ година у финансијској администрацији, доспевши до високих позиција у Депутацији за финансије (Finansdeputationen), а касније и у Министарству финансија. Био је цењен као способан и савестан администратор.
У позним годинама, написао је и објавио своје мемоаре о Андерсену и породици Колин. Преминуо је у Копенхагену 1886. године.

## Мемоари
Године 1882, Едвард Колин је објавио књигу под насловом Х. К. Андерсен и Колинов дом (H.C. Andersen og det Collinske Huus). Ови мемоари представљају важан извор информација о Андерсеновом животу, његовом односу са утицајном породицом Колин и о данском друштву тог времена. Књига пружа јединствену перспективу на Андерсена из угла њему најближих људи који су га подржавали од ране младости. Ипак, приликом коришћења ових мемоара као извора, биографи често указују на потребу за критичким приступом, с обзиром на Едвардову личну умешаност и потенцијално пристрасан поглед на сложен однос између њега, његове породице и славног писца. Сачувана је и обимна преписка између Андерсена и чланова породице Колин, укључујући и Едварда.